# All-Pro Basketball
All-Pro Basketball, conocido como Zenbei!! Pro Basketball en Japón, es un videojuego de baloncesto desarrollado por Aicom y distribuido por Vic Tokai para el Nintendo Entertainment System.  Este se juega con dos equipos de cinco jugadores en un juego de básquet completo, y una lista de ocho diferentes equipos ficticios.

## Teams
- New York Slicks (New York Knickerbockers)
- Chicago Zephyrs (Chicago Bulls)
- Boston Redcoats (Boston Celtics)
- Los Angeles Breakers (Los Angeles Lakers)
- Dallas Stallions (Dallas Mavericks)
- Phoenix Wings (Phoenix Suns)
- Seattle Sonics (Seattle Supersonics)
- San Francisco Bayriders (Golden State Warriors)